# Leonardo Mathias
Leonardo Charles Zaffiri Duarte Mathias GCC • GCIH • GCM (Lisboa, 10 de fevereiro de 1936 – Lisboa, 22 de abril de 2020) foi um diplomata português.

## Família
Filho de Marcelo Mathias e de sua mulher Fedora Charles Zaffiri. É irmão do diplomata Marcello Duarte Mathias.

## Biografia
Licenciado em Ciências Históricas e Filosóficas pela Faculdade de Letras da Universidade de Lisboa, Diplomata, Embaixador de Portugal em Bagdade, Iraque, em 1976, Representante Permanente Adjunto na Organização das Nações Unidas em 1979, Secretário de Estado dos Negócios Estrangeiros de 1981 a 1982, Embaixador de Portugal em Washington, Estados Unidos da América, em 1982, Representante Permanente junto da Comunidade Económica Europeia em 1986, Embaixador de Portugal em Brasília, Brasil, em 1989, em Madrid, Espanha, em 1994 e em Paris, França, de 1999 a 2001.
Morreu em Lisboa a 22 de abril de 2020, vítima de doença oncológica.

### Condecorações[1][4]
- Grã-Cruz da Ordem Militar de Nosso Senhor Jesus Cristo de Portugal (7 de setembro de 1982)
- Grã-Cruz da Ordem do Infante D. Henrique de Portugal (25 de maio de 1985)
- Grã-Cruz da Ordem do Mérito de Portugal (11 de Outubro de 1996)
- Excelentíssimo Senhor Grã-Cruz da Real Ordem de Isabel a Católica de Espanha (17 de agosto de 1998)
- Grã-Cruz da Ordem Nacional do Cruzeiro do Sul do Brasil
- Grã-Cruz da Ordem de São Silvestre Papa do Vaticano ou da Santa Sé
- Grã-Cruz da Ordem da Coroa da Tailândia
- Grã-Cruz da Ordem da Fénix da Grécia
- Cavaleiro de Grã-Cruz da Ordem do Mérito da República Italiana de Itália
- Grã-Cruz da Ordem da Estrela Vermelha da Jugoslávia
- Grã-Cruz da Ordem Pro Merito Melitensi da Ordem Soberana e Militar Hospitalária de São João de Jeursalém, de Rodes e de Malta
- Grande-Oficial da Ordem de Leopoldo II da Bélgica (2 de Julho de 1981)
- Grande-Oficial da Ordem do Mérito do Luxemburgo
- Comendador da Ordem Nacional da Legião de Honra de França
- Senhor Comendador da Ordem do Mérito Civil de Espanha
- Comendador da Ordem de Rio Branco do Brasil
- Cavaleiro da Real Ordem de Isabel a Católica de Espanha
- Cavaleiro da Ordem da Coroa da Bélgica

## Casamentos e descendência
Casou primeira vez em Sintra a 7 de janeiro de 1961, com Isabel Manuela Teixeira Bandeira de Mello (Lisboa, 8 de janeiro de 1935), Aviadora Diplomada (1954), Paraquedista (1955), Dama de Graça e Devoção da Ordem Soberana e Militar de Malta, filha de Fernando Maria João Simão de Oliveira d'Albignac Bandeira de Melo, 4.º Conde de Rilvas e Representante do Título de Visconde de Alcafache, e de sua mulher Maria Manuela Castejón Teixeira, da qual se divorciou. Foram pais de Leonardo Mathias, Maria Cortez de Lobão (née Mathias) e Pedro Mathias. 
Casou segunda vez civilmente com Teresa Vera Martinha Osório Mayer de Carvalho (Cascais, Estoril, 30 de janeiro de 1951), sem descendência.